# Diekhusen-Fahrstedt
Diekhusen-Fahrstedt är en kommun och ort i Kreis Dithmarschen i förbundslandet Schleswig-Holstein i Tyskland.
Kommunen bildades 1970 genom en sammanslagning av Diekhusen och Fahrstedt.
Kommunen ingår i kommunalförbundet Amt Marne-Nordsee tillsammans med ytterligare 12 kommuner.